# 西尾崚
西尾 崚（にしお りょう、1992年5月15日 - ）は、鳥取県鳥取市出身の元サッカー選手。ポジションは MF。

## 来歴
2008年に発足したガイナーレ鳥取ユースに入団。鳥取県リーグ2部の試合にSC鳥取ドリームスの選手として出場し得点も決めた。
2011年、ガイナーレ鳥取トップチームに昇格。これにより、同クラブ下部組織出身者では初となるトップチーム所属選手となった。しかし、トップチームでの公式戦出場機会はなく、2012年3月に、出場機会を増やすことで選手としての成長を促す観点から、SC鳥取ドリームスに登録変更されることになった。なお、引き続きガイナーレのトレーニング・イベントに参加し、試合のみドリームスに参加する形をとっている。
2013年1月11日、現役引退が発表された。

## 所属クラブ
- 2005年 - 2007年 鳥取ヴァモスFC
- 2008年 - 2010年 ガイナーレ鳥取ユース (米子松蔭高校)
  - 2008年 SC鳥取ドリームス
  - 2010年 ガイナーレ鳥取 (2種登録選手)[4]
- 2011年 - 2012年 ガイナーレ鳥取
  - 2012年 SC鳥取ドリームス (登録変更)
- 2015年 - ヴィガラス(鳥取県社会人サッカーリーグ1部)

## 個人成績
| 国内大会個人成績 | 国内大会個人成績 | 国内大会個人成績 | 国内大会個人成績 | 国内大会個人成績 | 国内大会個人成績 | 国内大会個人成績 | 国内大会個人成績 | 国内大会個人成績 | 国内大会個人成績 | 国内大会個人成績 | 国内大会個人成績 |
| 年度             | クラブ           | 背番号           | リーグ           | リーグ戦         | リーグ戦         | リーグ杯         | リーグ杯         | オープン杯       | オープン杯       | 期間通算         | 期間通算         |
| 年度             | クラブ           | 背番号           | リーグ           | 出場             | 得点             | 出場             | 得点             | 出場             | 得点             | 出場             | 得点             |
| 日本             | 日本             | 日本             | 日本             | リーグ戦         | リーグ戦         | リーグ杯         | リーグ杯         | 天皇杯           | 天皇杯           | 期間通算         | 期間通算         |
| ---------------- | ---------------- | ---------------- | ---------------- | ---------------- | ---------------- | ---------------- | ---------------- | ---------------- | ---------------- | ---------------- | ---------------- |
| 2011             | 鳥取             | 31               | J2               | 0                | 0                | -                | -                | 0                | 0                | 0                | 0                |
| 2012             | 鳥取             | 31               | J2               | 0                | 0                | -                | -                | -                | -                | 0                | 0                |
| 2012             | 鳥取D            | 46               | 中国             | 18               | 1                | -                | -                | -                | -                | 18               | 1                |
| 2015             | ヴィガラス       | 8                | 鳥取             |                  |                  | -                | -                |                  |                  |                  |                  |
| 通算             | 日本             | 日本             | J2               | 0                | 0                | -                | -                | 0                | 0                | 0                | 0                |
| 通算             | 日本             | 日本             | 中国             | 18               | 1                | -                | -                | 0                | 0                | 18               | 1                |
| 通算             | 日本             | 日本             | 鳥取             |                  |                  | -                | -                |                  |                  |                  |                  |
| 総通算           | 総通算           | 総通算           | 総通算           | 18               | 1                | 0                | 0                | 0                | 0                | 18               | 1                |